# Coniston (Yorkshire de l'Est)
 (septembre 2023).
Coniston est une paroisse civile et un village du Yorkshire de l'Est, en Angleterre.